# Либер, Мари-Анн
Мари-Анн Либер (фр. Marie-Anne Libert; 1782—1865) — бельгийская учёная-ботаник и миколог.

## Биография
Мари-Анн Либер родилась 7 апреля 1782 года в Мальмеди на территории бельгийской провинции Льеж в семье Анри-Жозефа Либера и Мари-Жанны-Бернардины дю Буа. С детства интересовалась музыкой, играла на скрипке. Затем Мари-Анн заинтересовалась ботаникой. Первыми книгами по ботанике, которые использовала Либер для определения растений, были работы О. Брунфельса и Р. Додунса. Затем она познакомилась с ботаником А. Л. С. Леженом, снабдившим её более современной ботанической литературой. В 1810 году Либер познакомилась со знаменитым ботаником О. П. Декандолем. В 1811 году Либер написала главу по району Мальмеди второго тома книги Лежена, посвящённой флоре окрестностей Спа. В 1815 году провинция Льеж стала частью Пруссии. С 1826 года Мари-Анн Либер издавала статьи в журнале Парижского Линнеевского общества. Мари-Анн Либер скончалась 14 января 1865 года в возрасте 82 лет.

## Некоторые работы
- Libert, M.-A. in Lejeune, A.L.S. (1815). Flore des Environs de Spa 2: 272—285.
- Libert, M.-A. (1826). Mémoires sur les cryptogames. Mém. Soc. Linn., Paris 5: 402—406.
- Libert, M.-A. (1830—1837). Plantae cryptogamicae quas in Arduenna collegit M. A. Libert. 4 fasc.

## Роды, названные в честь М.-А. Либер
- Libertia Dumort., 1822, nom. rej. [syn.  Hosta Tratt., 1812]
- Libertia Spreng., 1824, nom. cons.
- Libertia Lej., 1825, nom. illeg. [syn.  Bromus L., 1753]
- Libertella Desm., 1830
- Libertiella Speg. & Roum., 1880
- Myxolibertella Höhn., 1903 [syn.  Phomopsis (Sacc.) Sacc. 1905]
- Asterolibertia G.Arnaud, 1918
- Libertina Höhn., 1920 [syn.  Phomopsis (Sacc.) Sacc. 1905]